# إنتل
إنتل (بالإنجليزية: Intel)‏ هي من أكبر شركات التكنولوجيا متعددة الجنسيات في الولايات المتحدة الأمريكية وهي متخصصة برقاقات ومعالجات الكمبيوتر، تأسست الشركة في عام 1968 كشركة للإلكترونيات المتكاملة ومقرها في (سانتا كلارا، كاليفورنيا، أمريكا)، تأسست هذه الشركة على يد روبرت نويس وغوردون مور، إنتل هي واحدة من أكبر أسواق صانعي رقائق أشباه الموصلات في العالم بناء على الإيرادات. وهي مبتكرة سلسلة معالجات إكس 86، الموجود في كثير من الحواسيب الشخصية، إنتل تورد المعالجات ولوازمها لمصنعين أجهزة الكمبيوتر، مثل أبل وهوليت باكارد وسامسونج وديل وغيرها الكثير، إنتل أيضا تصنع مجموعة شرائح للوحة الأم وتنتج إنتل العديد من قطع الحاسوب الصغيره منها اللوحة الأم، بطاقات الشبكات، ذاكرة الفلاش، وكرت الشاشة، والمعالجات، وغيرها من الأجهزة والقطع التي تستخدم في الحاسوب. كان أول معالج (رقاقة المعالج الدقيق التجارية) تم صنعه في عام 1971.
وتعتبر إنتل من الشركات التي أسهمت في تطوير بروتوكولات الشبكات ومن أشهرها إيثرنت.

## التاريخ

### الأصل
تأسست شركة إنتل في ماونتن فيو، كاليفورنيا، في عام 1968 على يد الكيميائي غوردون مور، والفيزيائي روبرت نويس، بمساعدة من المستثمر آرثر روك. في البداية كان الاسم المقترح للشركة هو مور-نويس، إلا أن عدم ملائمة الاسم دفع المؤسسين إلى إطلاق اسم إن إم إليكترونيك عام 1968 ولكن الاسم لم يستمر سوى لشهر، ليتم إطلاق اسم إنتل على الشركة باختصار اسم الإلكترونيات المتكاملة.

### التاريخ المبكر

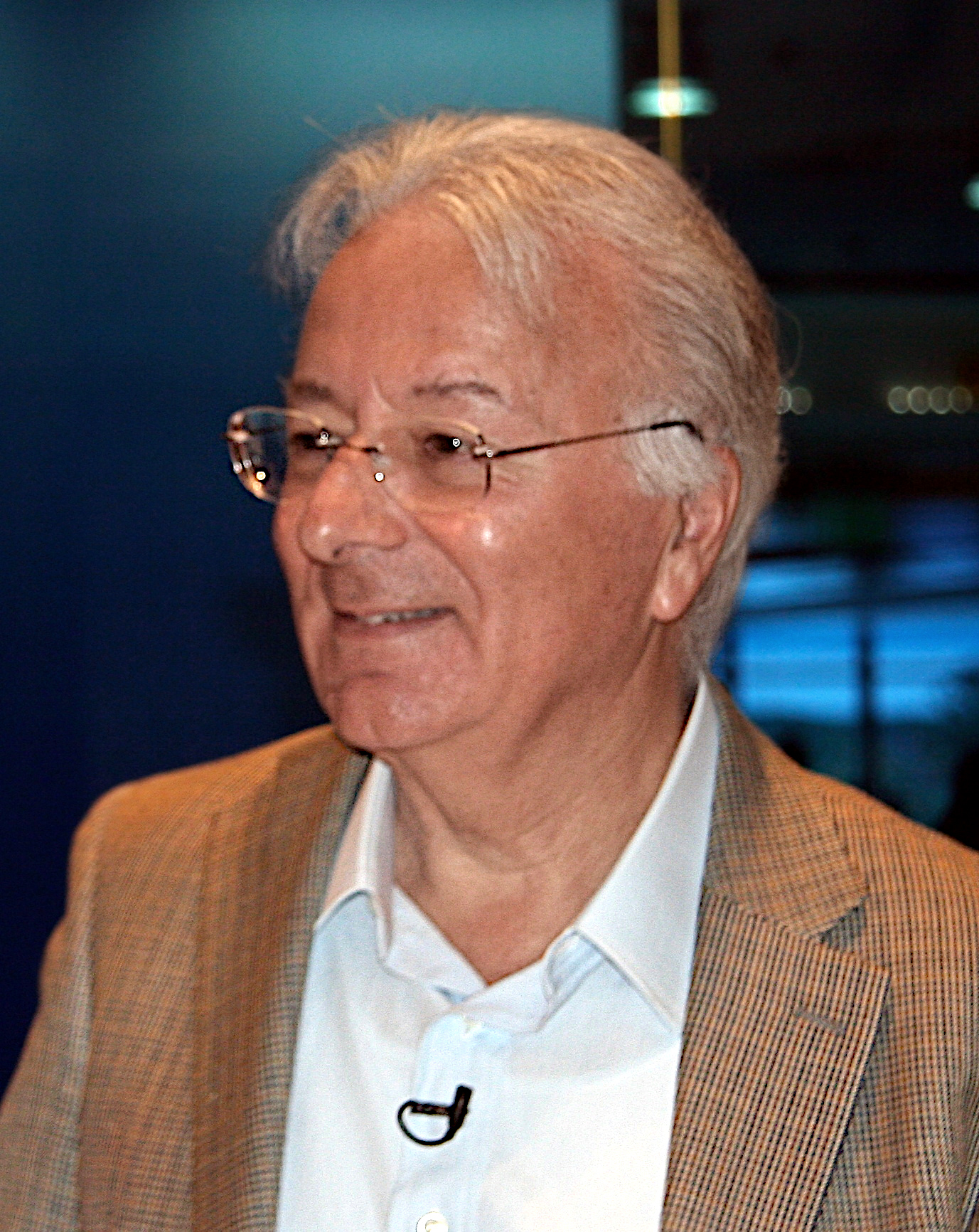
فيديريكو فاجين مصمم معالج إنتل 4004

بعد ثمانية أشهر من تأسيس الشركة قامت إنتل بأطلاق ذاكرة الوصول العشوائي الساكنة بسعة 64 بت شوتكي 3101. وبعد عام فقط قامت انتل بتصنيع أول ذاكرة وصول عشوائي ديناميكية إنتل 1103. تلقت انتل أول طلب دولي لها من شركة حاسبات رياضية في اليابان من اجل تصنيع رقاقة مدمجة للحاسبات الشركة الرياضية اثناء عمل شركة إنتل على المشروع اكتشف المهندس تيد هوف طريقة تصنيع أول وحدة معالجة مركزية عن طريق وضع 2300 ترانزستور في رقاقة تمسك باليد، قامت الشركة بتسميته إنتل 4004 وبدأت بيعه في 1971.
استمرت انتل بتطوير منتجاتها وتحسين قدراتها وفي عام 1981 قامت بالتعاون مع شركة آي بي إم للحاسبات وبالتعاون مع شركة مايكروسوفت تم إطلاق أول حاسوب شخصي. وعلى الرغم من خسارة آي بي إم سوق الحواسب الشخصية استمرت انتل تربعها على عرش المعالجات الخاصة بكافة الحواسب والاجهزة الالكترونية حيث ان الشركة حققت عائدات بمقدار مليار دولار في عام 1983. في عام 1985، تم تشغيل أول مجمع تصنيعي لشركة إنتل للمعالجات الدقيقة والذاكرة خارج الولايات المتحدة في في القدس. وفي عام 1993 قامت إنتل بإطلاق معالج بنتيوم خامس معالج تبنيه الشركة ومن أجل هذا المعالج بدأت انتل ببناء لوحات أم خاصة بمعالجاتها مما جعل عائدات الشركة تتضاعف لتصل إلى 2.3 مليار دولار.

### تباطؤ الطلب في عام 2000
بعد عام 2000، تباطأ نمو الطلب على المعالجات الدقيقة المتطورة. بسبب المنافسة، ولا سيما من شركة إي إم دي جعل حصة السوق لانتل تهبط إلى اقل من 80% بعد ان كانت تسيطر عليه بشكل شبه كامل لعقد زمني كامل. في أوائل العقد الأول من القرن الحالي، حاول كرايغ باريت تنويع أعمال الشركة خارج مجال أشباه الموصلات، لكن القليل من هذه الأنشطة كان ناجحًا في النهاية. في عام 2001 هبطت عائدات الشركة بمقدار 87% حيث أصبح واضحاً لشركة انتل بأن سباق بناء معالجات اسرع من المعالجات السابقة غير مفيد.

### استعادة الريادة (2005-2009)
في عام 2005، أعاد الرئيس التنفيذي بول أوتيليني تنظيم الشركة لإعادة تركيز أعمال الشركة على :
- المؤسسة
- المنزل الرقمي
- الصحة الرقمية
- التنقل

في عام 2006، كشفت إنتل عن معمارية إنتل كور المصغرة الخاصة بها لتلقى استحسان النقاد على نطاق واسع؛ كان يُنظر إلى هذه المعالجات على أنها قفزة استثنائية في أداء المعالج والتي استعادت عن طريقها إنتل بضربة واحدة الكثير من ريادتها في هذا المجال.
في 10 يناير 2006، قامت شركة أبل بتجهيز مجموعة آي ماك إنتل بمعالجات إنتل كور دو الدقيقة. في 6 سبتمبر 2006، قامت شركة أبل بتجهيز مجموعة آي ماك إنتل بمعالجات إنتل كور 2 دو. في 3 يونيو 2009، أعلنت إنتل عن استحواذها على شركة ويند ريفير، بتكلفة تقارب 884 مليون دولار أمريكي.

### عمليات الاستحواذ والاستثمارات (2010 إلى الوقت الحاضر)
في عام 2010، اشترت إنتل شركة مكافي مقابل 7.68 مليار دولار. كشرط للموافقة على الصفقة، وافقت إنتل على تزويد شركات الأمن المنافسة بجميع المعلومات الضرورية التي من شأنها أن تسمح لمنتجاتها باستخدام رقائق إنتل وأجهزة الكمبيوتر الشخصية. بعد الاستحواذ، كان لدى إنتل حوالي 90.000 موظف، من بينهم حوالي 12000 مهندس برمجيات.
في عام 2013، احتلت إنتل المرتبة الرابعة في تصنيف الشركات العالمية الأكثر ابتكارًا من قبل بوز وشركاه لأن الشركة أنفقت 10.1 مليار دولار في عام 2013 على البحث والتطوير، أو حوالي 19٪ من حجم أعمالها.
في أبريل 2014، أعلنت شركة إنتل عن استثمار 4.1 مليار يورو لتحديث مصنع المعالجات الدقيقة في كريات جات، جنوب إسرائيل. في ديسمبر 2014، أعلنت إنتل عن استثمار 1.6 مليار دولار على مدى 15 عامًا في مصنعها في تشنغدو.
في 1 يونيو 2015 أعلنت إنتل عن استحواذها على شركة ألتيرا الأمريكية، التي توظف 3000 شخصًا، والمتخصصة في المكونات الإلكترونية القابلة لإعادة البرمجة، مقابل 16.7 مليار دولار. في أكتوبر 2015، استحوذت إنتل على قسم المعالجات الدقيقة المحمولة في شركة فيا للتقنيات بمبلغ يقدر بـ 100 مليون دولار. في أبريل 2016، أعلنت إنتل عن تسريح 12000 موظف بحلول عام 2017 كجزء من إعادة هيكلة تهدف إلى تنويع نشاطها.
في عام 2017، أعلنت شركة إنتل عن استحواذها على شركة موبيل أي الإسرائيلية المتخصصة في أجهزة الاستشعار الذكية للسيارات، بمبلغ 14.3 مليار يورو. في يوليو 2019، أعلنت إنتل عن بيع قسم شرائح المودم المحمول لديها وموظفيها البالغ عددهم 2200 موظف مقابل مليار دولار. في ديسمبر 2019، أعلنت إنتل عن استحواذها على هابانا لابس، وهي شركة إسرائيلية متخصصة في رقائق الذكاء الاصطناعي، مقابل ملياري دولار. في يناير 2019، قال وزير المالية الإسرائيلي موشيه كحلون إن إنتل قررت استثمار نحو 11 مليار دولار لتوسيع عملياتها في إسرائيل. اعتبارًا من يناير 2020، يشغل عمر إشراق منصب المدير التنفيذي ورئيس مجلس إدارة الشركة.
في 2 سبتمبر 2020، أعلنت شركة إنتل رسميًا عن الدفعة الأولى من معالجاتها من الجيل الحادي عشر المسمى تايجر لايك والمخصصة للحواسيب المحمولة. في 7 يناير 2021، أعلنت شركة إنتل خلال الفترة القادمة أنها تخطط لإستخدام تقنية كاميرة RealSense لتعزيز أنظمة التعرف على الوجه لتقدم آداء أفضل وأكثر دقة، وذلك من خلال إستشعار العمق في أنظمة جديدة، حيث قامت إنتل بدمج التقنية بشبكة عصبية لتطوير أنظمة التعرف على الوجه.
وفي مارس 2024 تلقت أنتل دعم مالي بـ20 مليار دولار لإنتاج الرقائق الإلكترونية بهدف مواجهة هيمنة الصين في تصنيع وإنتاج الرقائق الإلكترونية.

## استحواذات الشركة
| الرقم | تاريخ إعلان الاستحواذ | الشركة             | المجال                 | الدولة           | السعر                   | المراجع       |
| ----- | --------------------- | ------------------ | ---------------------- | ---------------- | ----------------------- | ------------- |
| 1     | يونيو 4, 2009         | ويند ريفير         | نظام مضمن              | الولايات المتحدة | 884 مليون دولار أمريكي  | [ 49 ]        |
| 2     | أغسطس 19, 2010        | مكافي              | أمن الحاسوب            | الولايات المتحدة | 7.6 مليار دولار أمريكي  | [ 50 ]        |
| 3     | أغسطس 30, 2010        | إنفينيون تكنولوجيز | اتصال لاسلكي           | المانيا          | 1.4 مليار دولار أمريكي  | [ 51 ]        |
| 4     | مارس 17, 2011         | سيليكون هيف        | معالج إشارة رقمية      | هولندا           | غير معروف               | [ 52 ]        |
| 5     | سبتمبر 29, 2011       | تيلماب             | برمجية                 | إسرائيل          | 350 مليون دولار أمريكي  | [ 53 ]        |
| 6     | أكتوبر 30, 2011       | انفيجن             | برمجية                 | إسرائيل          | 60 مليون دولار أمريكي   | [ 54 ]        |
| 7     | أبريل 13, 2013        | مشيري              | إدارة API              | الولايات المتحدة | 180 مليون دولار أمريكي  | [ 55 ]        |
| 8     | مايو 6, 2013          | ستونزوفت           | أمن الحاسوب            | فنلندا           | 389 مليون دولار أمريكي  | [ 56 ]        |
| 9     | يوليو 16, 2013        | أمك انتراكتيف      | حركات اليد             | إسرائيل          | غير معروف               | [ 57 ]        |
| 10    | سبتمبر 13, 2013       | إنديسيس            | معالجة اللغات الطبيعية | اسبانيا          | غير معروف               | [ 58 ]        |
| 11    | مارس 25, 2014         | بايزس              | تقنيات ملبوسة          | الولايات المتحدة | غير معروف               | [ 59 ]        |
| 12    | أغسطس 13, 2014        | افاجو تكنولوجيز    | أشباه الموصلات         | الولايات المتحدة | 650 مليون دولار أمريكي  | [ 60 ]        |
| 13    | ديسمبر 1, 2014        | باسورد بوكس        | أمن الحاسوب            | كندا             | غير معروف               | [ 61 ]        |
| 14    | يناير 5, 2015         | فوزكس              | تقنيات ملبوسة          | الولايات المتحدة | 24.8 مليون دولار أمريكي | [ 62 ]        |
| 15    | فبراير 2, 2015        | لانتك              | الأتصالات              | المانيا          | 345 مليون دولار أمريكي  | [ 63 ]        |
| 16    | يونيو 1, 2015         | ألتيرا             | أشباه الموصلات         | الولايات المتحدة | 16 مليار دولار أمريكي   | [ 64 ]        |
| 17    | يونيو 18, 2015        | ريكون              | تقنيات ملبوسة          | الولايات المتحدة | 175 مليون دولار أمريكي  | [ 65 ]        |
| 18    | أكتوبر 26, 2015       | سافرون تكنولوجيز   | حوسبة معرفية           | الولايات المتحدة | غير معروف               | [ 66 ]        |
| 19    | يناير 4, 2016         | اسيندنج تكنولوجيز  | طائرات دون طيار        | المانيا          | غير معروف               | [ 67 ]        |
| 20    | مارس 9, 2016          | ريبلاي تكنولوجيز   | تقنيات الفيديو         | إسرائيل          | غير معروف               | [ 68 ]        |
| 21    | أبريل 5, 2016         | يوجي تك            | إنترنت الأشياء         | ايطاليا          | غير معروف               | [ 69 ]        |
| 22    | أغسطس 9, 2016         | نيرفانا سيستمز     | تعلم الآلة             | الولايات المتحدة | 350 مليون دولار أمريكي  | [ 70 ]        |
| 23    | سبتمبر 6, 2016        | موفيدوس            | رؤية حاسوبية           | ايرلندا          | غير معروف               | [ 71 ]        |
| 24    | مارس 16, 2017         | موبيل أي           | المركبات ذاتية القيادة | إسرائيل          | 15 مليار دولار أمريكي   | [ 72 ] [ 73 ] |
| 25    | يوليو 12, 2018        | أي اسيك            | أشباه الموصلات         | الولايات المتحدة | غير معروف               | [ 74 ]        |
| 26    | أبريل 16, 2019        | أومنتيك            | تسريع عتاد الحاسب      | المملكة المتحدة  | غير معروف               | [ 75 ] [ 76 ] |
| 27    | ديسمبر 16, 2019       | هبانا لابس         | تعلم الآلة             | إسرائيل          | 2 مليار دولار أمريكي    | [ 77 ]        |
| 28    | مايو 4, 2020          | موف ات             |                        | إسرائيل          | 900 مليون دولار أمريكي  | [ 78 ]        |
| 29    | مايو 20, 2020         | رايفت نيتوركس      | شبكات                  | الولايات المتحدة | غير معروف               | [ 79 ]        |

## شعار الشركة

شعار إنتل من 18 يوليو 1968 إلى 29 ديسمبر 2005
شعار إنتل إنسايد من 1991 إلى 29 ديسمبر 2005
شعار إنتل منذ 30 ديسمبر 2005 إلى 1 سبتمبر 2020
شعار إنتل منذ 1 سبتمبر 2020

ظل شعار إنتل الأول دون تغيير لمدة 37 عامًا. في عام 1991، وعلى الرغم من ظهور كلمة إنسايد في شعار إنتل إلا أنه أصبح شعار الشركة. تم إعادة تصميم الشعار في 30 ديسمبر 2005 واستمر حتي 1 سبتمبر 2020. في 1 سبتمبر 2020 أعلنت إنتل عن شعار جديد، وهو رابع تغيير للشعار في تاريخ الشركة.

## مقر الشركة الرئيسي والمصانع

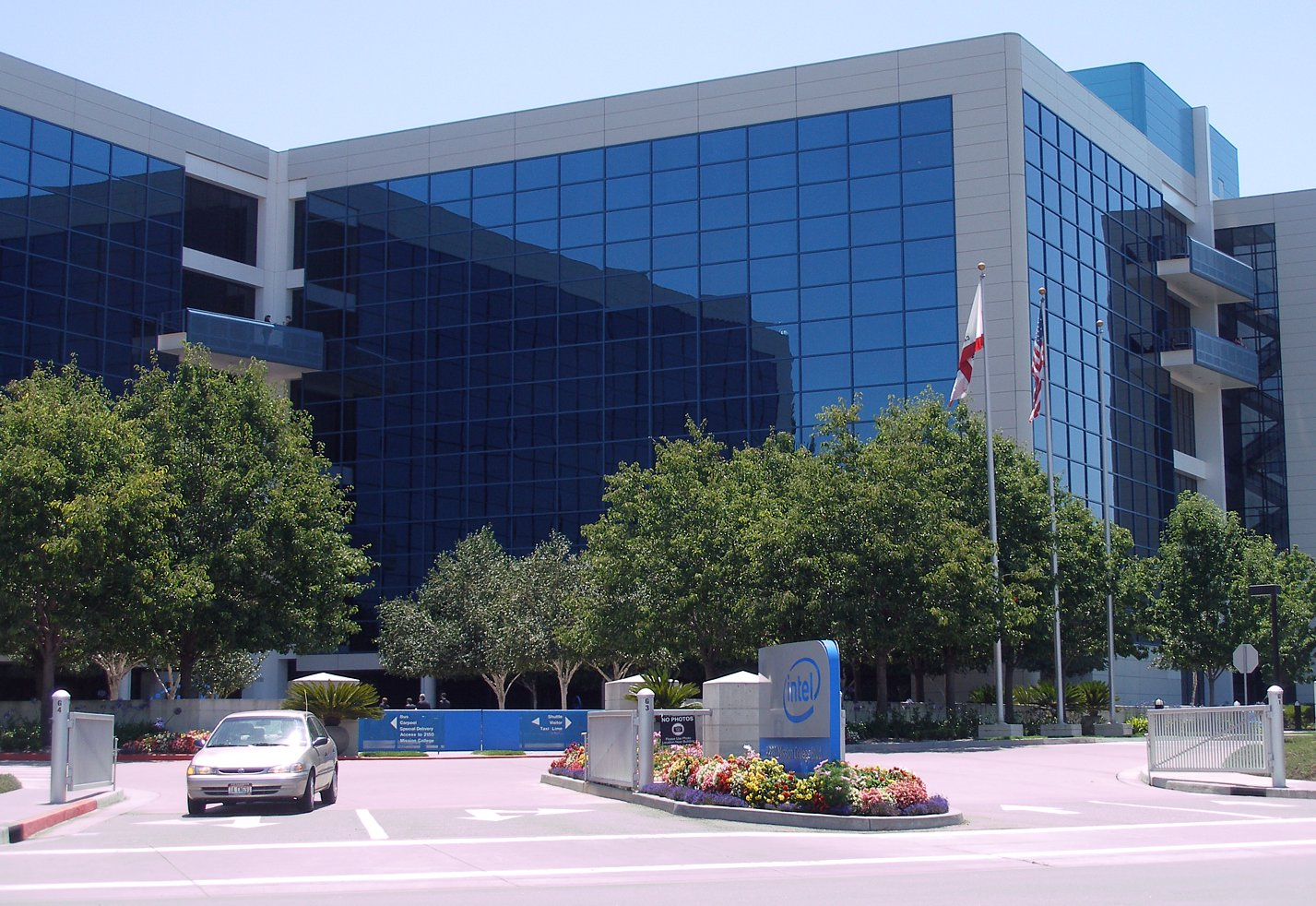
مقر شركة إنتل الرئيس في سانتا كلارا

يقع المكتب الرئيسي الذي يحمل اسم روبرت نويس في سانتا كلارا في وادي السيليكون في كاليفورنيا في الولايات المتحدة. تمتلك إنتل مصانعها الخاصة على عكس منافستها الرئيسية إي إم دي.
تمتلك إنتل 6 مصانع لإنتاج المعالجات في:
- أريزونا [82]
- نيو مكسيكو [83]
- أوريغون [84]
- أيرلندا [85]
- إسرائيل [86]
- الصين

## المنتجات
معالجات إنتل خلال هذه السنوات الماضية تُصنَّيف على ثلاث أصناف core i3 core i5 core i7 حيث أن الشركة تقوم بتصغير معمارية معالجاتها وجعلها بكفائة أعلى وتطلق معمارية جديدة كل 18 شهر وتبدأ بتصغيرها وجعلها بكفاءة أعلى وبعد 18 شهر تعيد العملية من جديد.
- إنتل كور 2
- إنتل كور إي 3
- إنتل كور إي 5
- إنتل كور إي 7
- إنتل كور إي 9
- إنتل كور ديو
- إنتل اينسايد
- إنتل كور ام 3
- إنتل كور ام 5
- إنتل كور ام 7
- انتل اتوم
- إنتل بينتيوم
- إنتل سيليرون
- إنتل سنترينو
- نواة إنتل
- إيتانيوم

## وصلات خارجية
- إنتل على موقع الموسوعة البريطانية (الإنجليزية)
- الموقع الرسمي